# Nevill Mott
Nevill Francis Mott (30. září 1905, Leeds – 8. srpna 1996, Milton Keynes) byl anglický fyzik. Získal v roce 1977, spolu s P.W. Andersenem aj. H. Van Vleckem, Nobelovu cenu za fyziku za výzkum elektrických a magnetických vlastností amorfních polovodičů.
Vystudoval Universitu v Cambridge v roce 1930. O tři roky později (1933) se stal profesorem teoretické fyziky na Universitě v Bristolu. Jeho hlavnímu zájmu se těšila fyzika pevných látek, slitin kovů, polovodičů a fotografických emulzí. Roku 1938 publikoval teoretický popis účinků světla na fotografickou emulzi. V roce 1954 nastoupil na Camgridgeskou universitu jako profesor fyziky.